# کورت بیکر
کورت بیکر (انگلیسی: Kurt Baker؛ زادهٔ ۷ اکتبر ۱۹۸۸) بازیکن راگبی ۷ نفره اهل نیوزیلند است.
وی در مسابقات کشوری و بین‌المللی در مجموع برندهٔ ۴ مدال طلا، ۱ مدال نقره شده‌است.